# Lista typów załogowych statków kosmicznych

## Porównanie kapsuł załogowych

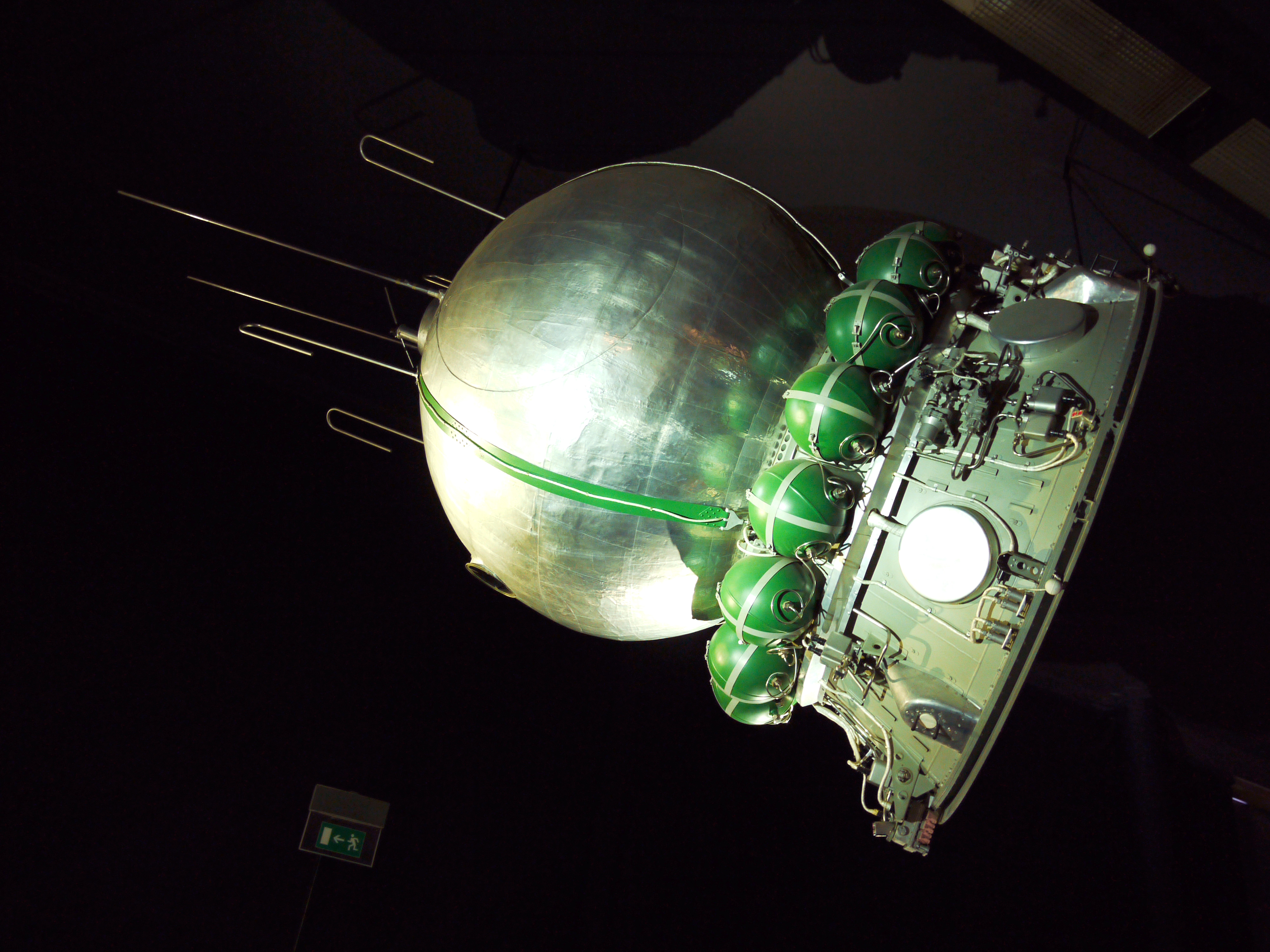
Makieta statku Wostok-1

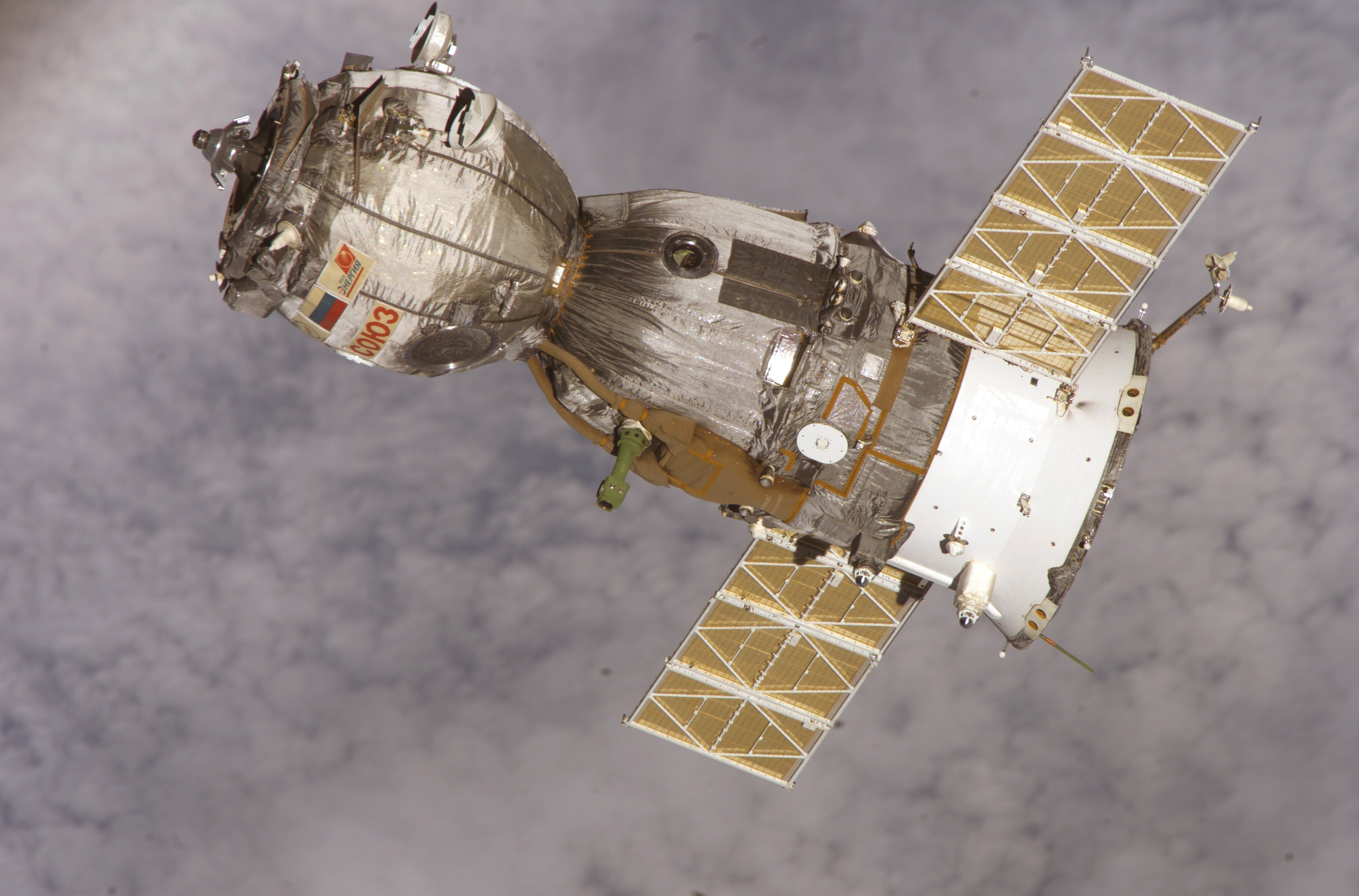
Statek Sojuz TM-7

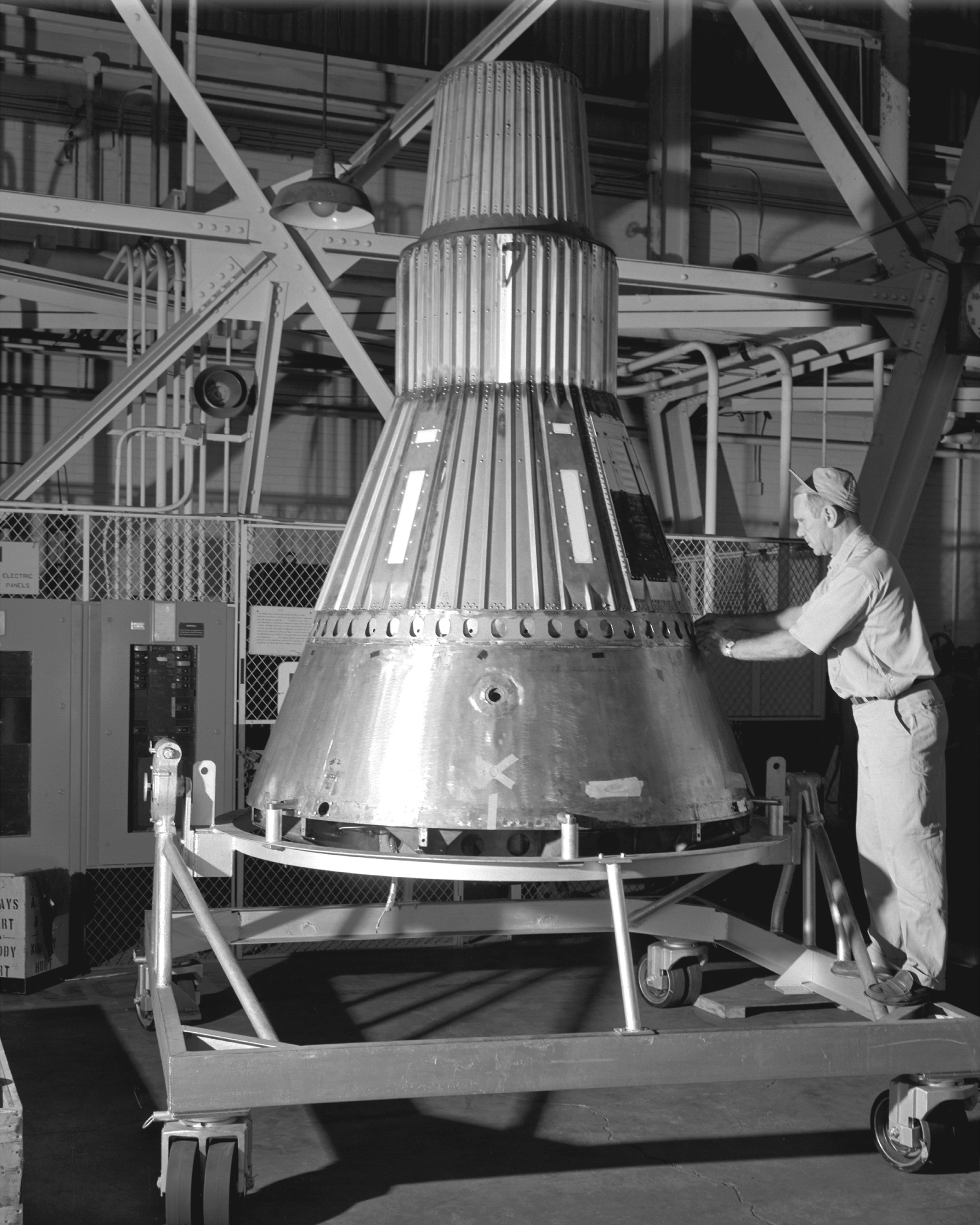
Kapsuła Mercury

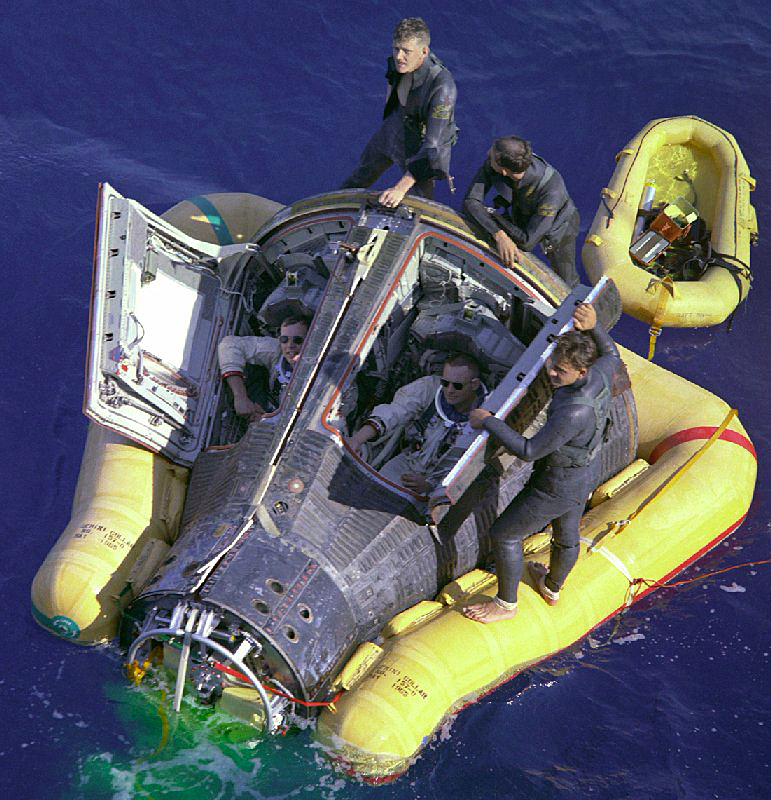
Wodowanie kapsuły Gemini 8

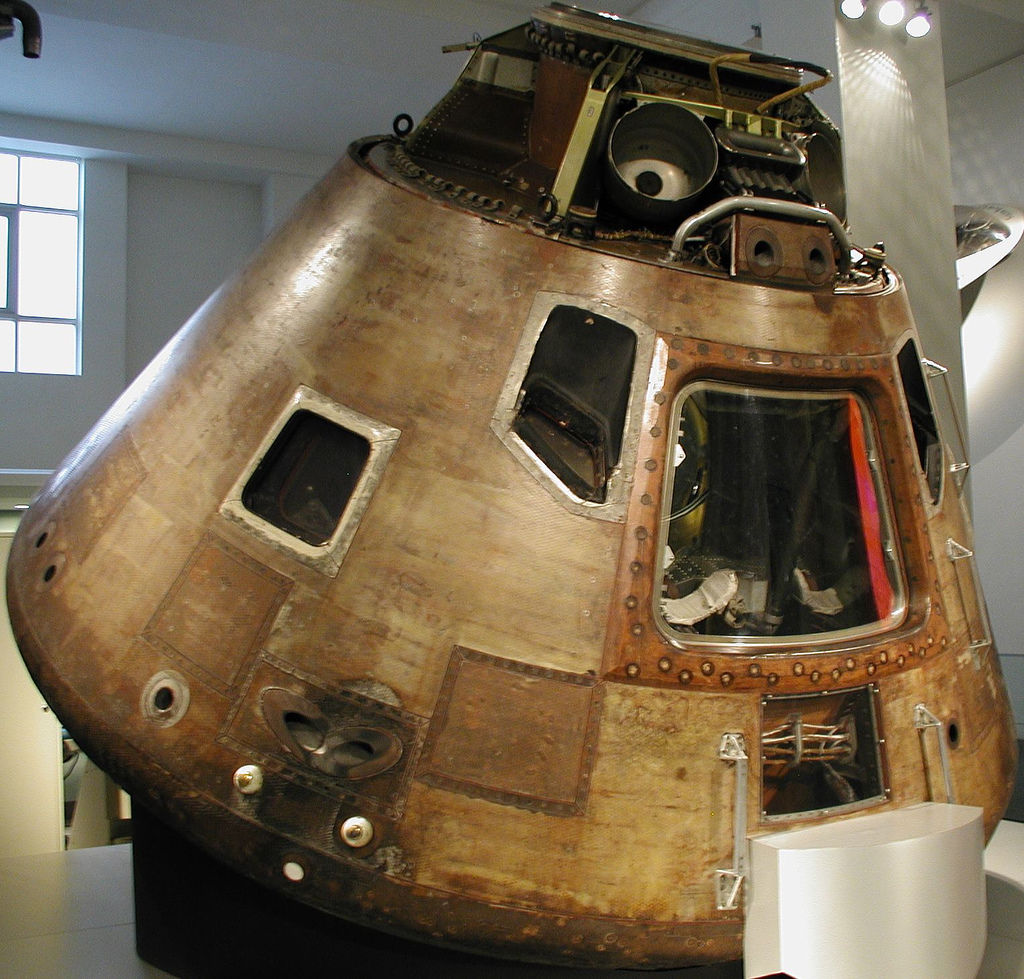
Kapsuła Apollo 10

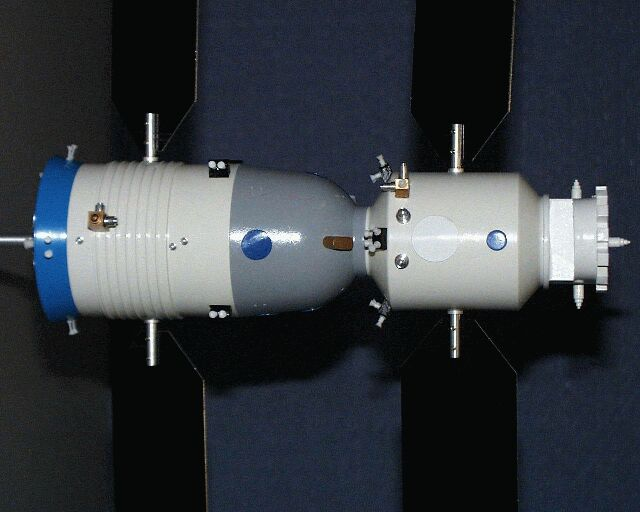
Model statku Shenzhou

Poniższa tabela została opracowana głównie na podstawie danych podanych przez Encyclopedia Astronautica.
| Nazwa kapuły                                               | Operator                    | Okres używania              | Rakieta nośna                                            | Długość (m)                 | Średnica (m)                | Masa (tony)                 | Pojemność użytkowa (m³)     | Długość z modułem silnikowym (m) | Masa z modułem silnikowym (tony) | Załoga (liczba osób)        | Status                      | Uwagi                                                                       |
| Produkcji ZSRR i rosyjskiej                                | Produkcji ZSRR i rosyjskiej | Produkcji ZSRR i rosyjskiej | Produkcji ZSRR i rosyjskiej                              | Produkcji ZSRR i rosyjskiej | Produkcji ZSRR i rosyjskiej | Produkcji ZSRR i rosyjskiej | Produkcji ZSRR i rosyjskiej | Produkcji ZSRR i rosyjskiej      | Produkcji ZSRR i rosyjskiej      | Produkcji ZSRR i rosyjskiej | Produkcji ZSRR i rosyjskiej | Produkcji ZSRR i rosyjskiej                                                 |
| ---------------------------------------------------------- | --------------------------- | --------------------------- | -------------------------------------------------------- | --------------------------- | --------------------------- | --------------------------- | --------------------------- | -------------------------------- | -------------------------------- | --------------------------- | --------------------------- | --------------------------------------------------------------------------- |
| Wostok                                                     | ZSRR                        | 1961–1963                   | Wostok                                                   | 2,30                        | 2,30                        | 2,46                        | ?                           | 4,40                             | 4,73                             | 1                           | Wycofana                    |                                                                             |
| Woschod                                                    | ZSRR                        | 1964–1965                   | Woschod                                                  | 2,30                        | 2,30                        | 2,90                        | ?                           | 5,00                             | 5,682                            | do 3                        | Wycofana                    | Zmodyfikowana kapsuła Wostok                                                |
| Sojuz – lądownik + moduł orbitalny                         | ZSRR, Rosja (Roskosmos)     | od 1967                     | Sojuz                                                    | 2,24 + 2,98                 | 2,17, 2,26                  | 2,80–3,00 + 1,10–1,45       | 3,5–4,0 + 5,0               | 7,48                             | 6,56–7,48                        | do 3                        | W użytkowaniu               | Wersje: podstawowa, T, TM, TMA, TMA-M, MS. Dwa moduły: lądownik i orbitalny |
| Oriol                                                      | Rosja (Roskosmos)           | ?                           | Angara A5P                                               | ?                           | ?                           | ?                           | ?                           | ?                                | ?                                | do 6                        | Projektowana                | –                                                                           |
| Produkcji USA                                              |                             |                             |                                                          |                             |                             |                             |                             |                                  |                                  |                             |                             |                                                                             |
| Mercury                                                    | USA (NASA)                  | 1961–1963                   | Redstone (loty balistyczne); Atlas (loty orbitalne)      | 3,51                        | 1,89                        | 1,118                       | 1,7                         | 4,03                             | 1,355                            | 1                           | Wycofana                    |                                                                             |
| Gemini                                                     | USA (NASA)                  | 1965–1966                   | Titan II GLV                                             | 3,35                        | 2,32                        | 1,983                       | 2,55                        | 5,67                             | 3,851                            | 2                           | Wycofana                    |                                                                             |
| Apollo – kapsuła i moduł narzędziowy + moduł księżycowy LM | USA (NASA)                  | 1968–1975, 1969–1972        | Saturn IB (misje orbitalne); Saturn V (misje księżycowe) | 3,47 + 6,37                 | 3,90, 4,27                  | 5,806 + 14,696              | 6,2 + 4,5                   | 11,1 (bez LM)                    | 30,1 + 4,7                       | 3 (moduł księżycowy 2)      | Wycofana                    | Moduł księżycowy LM był dołączany podczas misji księżycowych                |
| Crew Dragon                                                | USA (SpaceX)                | od 2020                     | Falcon 9                                                 | 6,1                         | 3,6                         | 4,20                        | 11,0                        | 6,1                              | 10,0                             | do 7                        | W użytkowaniu               | W ramach programu CCP. Kapsuła zintegrowana z modułem narzędziowym.         |
| CST-100 Starliner                                          | USA (Boeing)                | ?                           | Atlas V                                                  | 5,03                        | 4,56                        | ?                           | ?                           | ?                                | 10,0                             | do 7                        | Testowany                   | W ramach programu CCP                                                       |
| Orion                                                      | USA (NASA)                  | od 2022                     | Space Launch System                                      | 3,30                        | 5,03                        | 8,91                        | 10,23                       | 9,10                             | 21,5                             | do 6                        | W użytkowaniu               | Przeznaczona do lotów poza LEO                                              |
| Produkcji chińskiej                                        |                             |                             |                                                          |                             |                             |                             |                             |                                  |                                  |                             |                             |                                                                             |
| Shenzhou – lądownik + moduł orbitalny                      | Chiny                       | od 2003                     | Chang Zheng 2F                                           | 2,50 + 2,80                 | 2,52, 2,25                  | 3,24 + 1,50                 | 6,0 + 8,0                   | 9,25                             | 7,840                            | do 3                        | W użytkowaniu               | Na bazie kapsuły Sojuz TM. Kapsuła 2-modułowa: lądownik i moduł orbitalny   |

## Lista załogowych statków kosmicznych
Poniżej znajduje się lista załogowych statków kosmicznych (z wyłączeniem stacji kosmicznych) ułożona według ich wytwórców/operatorów w porządku chronologicznym.

### Roskosmos
(łącznie ze statkami kosmicznymi zbudowanymi w Związku Radzieckim).
- Wostok
- Woschod
- Sojuz
- Spiral-EPOS (loty kosmiczne samolotu MiG-105, projekt zarzucony)
- TKS (projekt przerwany po lotach próbnych)
- Buran – wahadłowiec (projekt przerwany po locie próbnym)
- Kliper (projekt zarzucony)
- Oriol (projekt rozwijany)

### NASA
- Mercury
- Gemini
- Apollo
- Space Transportation System – flota wahadłowców (Enterprise (OV-101), Columbia (OV-102), Challenger (OV-099), Discovery (OV-103), Atlantis (OV-104), Endeavour (OV-105)
- Program Constellation (Orion, Altair – zarzucony)
- X-plane – seria samolotów rakietowych, m.in. X-15 (loty suborbitalne), X-38 (Statek Powrotny Załogi) (ang. Crew Return Vehicle)
- MPCV Orion

### China National Space Administration
- Shenzhou
- budowany nowy statek załogowy (w budowie)

### ESA
- Hermes (projekt zarzucony)
- Hopper (zarzucony)

### Komercyjne
SpaceX
- Crew Dragon (w użytkowaniu)
- Starship (w budowie)

Blue Origin
- New Shepard (loty suborbitalne; projekt rozwijany, trwają loty testowe)
- SV (projekt rozwijany)

Boeing
- CST-100 Starliner

Scaled Composites
- SpaceShipOne (loty suborbitalne; projekt zakończony)
- SpaceShipTwo (loty suborbitalne; w budowie)

Sierra Nevada Corp.
- Dream Chaser (projekt rozwijany w wersji cargo)

XCOR Aerospace
- Lynx II (loty suborbitalne; projekt zarzucony)